# Sericoptera arearia
Sericoptera arearia là một loài bướm đêm trong họ Geometridae.